# Spektr
Spektr (ryska: Спектр) var en självdriven trycksatt modul på den ryska rymdstationen Mir. Den sköts upp med en Proton-K-raket från Kosmodromen i Bajkonur den 20 maj 1995. Den dockade med rymdstationen den 1 juni.
Modulen var utrustad med en mindre luftsluss och en robotarm. Ombord fanns utrustning både från Ryssland och USA.

## Anslutning
Spektr hade en dockningsport.
- Akter: Anslutning till DOS-7, Mirs huvudmodul.

## Uppskjutning
Modulen sköts upp den 20 maj 1995 med en Proton-K-raket. Den 1 juni dockade den själv med Mirs främre dockningsport.
Med hjälp av Lgppa-armen flyttades modulen till DOS-7-modulens Nadirtport den 3 juni.

## Kollision och slutligt öde
Den 25 juni 1997 kolliderade den ryska Progress M-34 med stationen. Modulens solpaneler skadades och modulen sprang läck. Den förblev trycklös resten av stationens existens. Hela stationen Mir inklusive bland annat modulen Spektr brann upp den 23 mars 2001 då stationen avsiktligt återinträdde i jordens atmosfär efter ungefär 86 330 varv kring jorden. Rester av den slog ner i Stilla havet öster om Nya Zeeland.

## Dockningar
| Farkost | Port  | Dockning (UTC)        | Urdockning (UTC)      |
| ------- | ----- | --------------------- | --------------------- |
| DOS-7   | Akter | 1 juni 1995, 00:56:16 | 3 juni 1995, 19:53:50 |
| DOS-7   | Akter | 3 juni 1995           |                       |